# Права ЛГБТ в Кении
Лесбиянки, геи, бисексуалы и трансгендеры (ЛГБТ) в Кении сталкиваются с правовыми проблемами, с которыми не сталкиваются жители страны, не относящиеся к ЛГБТ. Содомия является уголовным преступлением согласно статье 162 Уголовного кодекса Кении и карается 14 годами тюремного заключения, а любые сексуальные действия между мужчинами (так называемая «грубая непристойность») являются уголовным преступлением согласно статье 165 того же закона и караются 5 годами тюремного заключения. Хотя однополая сексуальная активность женщин прямо не запрещена законом, лесбиянки, бисексуальные женщины и трансгендеры не признаны Конституцией Кении и подвергаются скрытой дискриминации, а также подвергаются корректирующим изнасилованиям со стороны гетеросексуальных мужчин.
Кроме того, в стране грубая непристойность может быть использована против женщин-лесбиянок, которые участвуют в однополых актах. 24 мая 2019 года Высокий суд Кении отклонил приказ о признании разделов 162 и 165 неконституционными. Государство не признает никаких отношений между лицами одного пола; однополые браки запрещены Конституцией Кении с 2010 года. В стране нет четкой защиты от дискриминации по признаку сексуальной ориентации и гендерной идентичности. Однополым парам запрещено усыновление.
Трансгендеры исторически подвергались дискриминации, и в стране нет законодательных положений, касающихся прав трансгендеров. Однако существует ряд судебных решений в пользу прав трансгендеров, таких как право на изменение имен, указываемых в юридических документах. В настоящее время неясно, являются ли эти решения материальным правом по вопросу смены юридического пола.
Кенийское общество крайне консервативно, и большинство людей придерживается негативных взглядов на ЛГБТ. Гомосексуальность «в основном считается запретной и противной культурным ценностям и морали» Кении.
Несмотря на это, общественная поддержка постепенно растет, и различные организации работают над защитой и улучшением прав ЛГБТ.

## Законы об однополых сексуальных отношениях

### Законодательство
Половые акты между мужчинами являются незаконными согласно кенийским законам и влекут за собой максимальное наказание в виде 14 лет лишения свободы, вплоть до 21 года при определенных отягчающих обстоятельствах. Половые акты между женщинами не упоминаются в этих законах, хотя можно утверждать, что гендерно-нейтральный термин «лицо» в разделе 162 Уголовного кодекса включает женщин. Действительно, премьер-министр Райла Одинга 28 ноября 2010 года призвал арестовывать их вместе с геями.
Уголовный кодекс Кении 1930 года, пересмотренный в 2006 году, гласит:
- Раздел 162. Неестественные преступления.

   Любое лицо, которое
       (a) вступает в плотские отношения с любым человеком против порядка природы; или
       (c) позволяет лицу мужского пола вступать с ним в половую связь против порядка природы, виновно в фелонии и подлежит тюремному заключению на четырнадцать лет:
   При условии, что в случае преступления, предусмотренного пунктом (a), преступник подлежит тюремному заключению на двадцать один год, если...
       (i) преступление было совершено без согласия лица, с которым было совершено плотское сношение; или
       (ii) преступление было совершено с согласия этого лица, но согласие было получено силой или с помощью угроз или запугивания какого-либо рода, или под страхом телесного повреждения, или с помощью ложных представлений о характере действия.
- Раздел 163. Попытка совершения противоестественных преступлений.

   Любое лицо, которое пытается совершить любое из преступлений, указанных в разделе 162, виновно в фелонии и подлежит тюремному заключению на семь лет.
- Раздел 165. Непристойные действия между мужчинами.

   Любое лицо мужского пола, которое публично или частным образом совершает любой акт грубой непристойности с другим лицом мужского пола, или уговаривает другое лицо мужского пола совершить любой акт грубой непристойности с ним, или пытается уговорить совершить любой такой акт любое лицо мужского пола с собой или с другим лицом мужского пола, публично или частным образом, виновно в преступлении и подлежит тюремному заключению на пять лет.
Кенийская комиссия по правам человека сообщила в 2011 году о том, как эти законы оказывают косвенное, но очень неблагоприятное воздействие на ЛГБТ, заявив:
Однополые сексуальные практики остаются криминализированными... и даже несмотря на небольшое количество приговоров, вынесенных на основании разделов 162-165 Уголовного кодекса..., ЛГБТ регулярно подвергаются преследованиям со стороны полиции, содержатся в следственных изоляторах сверх конституционного срока без предъявления им обвинений и предстают перед судом по сфабрикованным обвинениям. С этим тесно связан картель коррумпированных сотрудников полиции, которые регулярно вымогают и шантажируют ЛГБТ угрозой ареста и тюремного заключения, если они не дадут взятку. ... ЛГБТ секс-работники, в основном МСМ [мужчины, имеющие секс с мужчинами], часто получают взятки и сексуальные услуги от мужчин-полицейских в обмен на свою свободу и безопасность. ... Тех, кто не дает взяток или не оказывают сексуальных услуг, обвиняют в трампизме и иногда насилуют сотрудники государственной безопасностистр. 21-23

### Положения Конституции
Конституция Кении, вступившая в силу 27 августа 2010 года, прямо не защищает права ЛГБТ, поскольку, по мнению экспертов, разрабатывавших конституцию, большинство кенийцев отвергли бы ее на референдуме по ее принятию.
Тем не менее, немногие утверждают, что кенийские законы, дискриминирующие ЛГБТ, являются неконституционными и недействительными из-за широкой защиты конституцией гражданских прав и прав человека. Питер Анаминьи, национальный директор радиостанции Feba Radio Kenya, в июне 2011 года предсказал, что в течение 18 месяцев будет оспорена конституционность Уголовного кодекса Кении.

#### Статья 2
Статья 2 Конституции Кении предусматривает в пункте (5), что «общие нормы международного права составляют часть законодательства Кении», а в пункте (6), что «любой договор или конвенция, ратифицированные Кенией, составляют часть законодательства Кении в соответствии с настоящей Конституцией».
В пункте (4) Конституции говорится, что «любой закон, включая обычное право, который не соответствует [настоящей] Конституции, является недействительным в степени несоответствия, и любое действие или бездействие в нарушение [настоящей] Конституции является недействительным». В следующем разделе этой статьи перечислены обязательства Кении по международному праву и договорам, касающимся прав ЛГБТ. В той степени, в которой любой кенийский закон нарушает добровольные или недобровольные обязательства Кении по международному праву, закон считается недействительным согласно статье 2.

#### Статья 10
Статья 10 Конституции Кении гласит: «Национальные ценности и принципы управления включают ... человеческое достоинство, равноправие, социальную справедливость, инклюзивность, равенство, права человека, недискриминацию и защиту маргинализированных групп населения....». Что касается этого положения: «Прямо здесь есть твердая основа [для] того, чтобы возражать против нарушения их [ЛГБТ] достоинства... на основании их пола или сексуальной ориентации. Здесь также есть твердая основа для борьбы за инклюзию, недискриминацию и равенство».

#### Статья 19
Статья 19 Конституции Кении гласит, что:
   (1) Билль о правах [статьи 19-59] является неотъемлемой частью демократического государства Кении и служит основой для социальной, экономической и культурной политики.
   (2) Целью признания и защиты прав человека и основных свобод является сохранение достоинства отдельных лиц и общин и содействие социальной справедливости и реализации потенциала всех людей.

#### Статья 20
Статья 20 Конституции Кении требует, чтобы суды при применении положений Билля о правах «принимали юридическое толкование, которое наиболее благоприятствует реализации права или основной свободы». По поводу этой статьи Макау Мутуа, председатель Кенийской комиссии по правам человека и декан юридического факультета Университета штата Нью-Йорк в Буффало, утверждает, что «когда право оспаривается, суды должны принимать наиболее либеральное толкование закона, чтобы избежать отказа в праве».

#### Статья 24
Статья 24 Конституции Кении гласит: «Право или основная свобода, предусмотренные Биллем о правах, не могут быть ограничены иначе как законом, и то только в той мере, в какой ограничение является разумным и оправданным в открытом и демократическом обществе, основанном на человеческом достоинстве, равенстве и свободе, с учетом всех соответствующих факторов...».

#### Статья 27
Статья 27 Конституции Кении гласит следующее:
- Каждый человек равен перед законом и имеет право на равную защиту и равное пользование законом.
- Равенство включает в себя полное и равное пользование всеми правами и основными свободами.
- Женщины и мужчины имеют право на равное обращение, включая право на равные возможности в политической, экономической, культурной и социальной сферах.
- Государство не должно прямо или косвенно дискриминировать любое лицо по любому признаку, включая расу, пол, беременность, семейное положение, состояние здоровья, этническое или социальное происхождение, цвет кожи, возраст, инвалидность, религию, совесть, убеждения, культуру, одежду, язык или рождение.
- Лицо не должно прямо или косвенно дискриминировать другое лицо по любому из оснований, указанных или предусмотренных в пункте (4).

По поводу этой статьи Фонд равных прав и неправительственная Кенийская комиссия по правам человека заявили в 2012 году:
   Хотя Конституция прямо не предусматривает недискриминацию по признакам сексуальной ориентации и гендерной идентичности, есть возможность исправить это через суд или последующее законодательство. Статья 27(4 пункт) Конституции Кении 2010 года предусматривает, что "«государство не должно прямо или косвенно дискриминировать по любому признаку, включая [перечисленные характеристики]», а статья 27(5 пункт) гласит, что лица не должны подвергаться дискриминации по любому из признаков, «указанных или предусмотренных в 4 пункте». Таким образом, запрет на дискриминацию со стороны государства и негосударственных субъектов следует рассматривать как включающий сексуальную ориентацию и гендерную идентичность.
В заявлении, поданном в мае 2012 года в Комитет ООН по правам человека, правительство Кении согласилось с такой интерпретацией статьи 27(4 пункт).
Макау Мутуа утверждает, что Уголовный кодекс Кении является неконституционным в соответствии с этой статьей. Он прокомментировал:
   Статья 27, которая является «Равной защитой» Конституции, предусматривает, что «каждый человек» «равен перед законом» и имеет «право на равную защиту» перед законом. Это недвусмысленная, категорическая и абсолютная защита от дискриминации. Статья не исключает гомосексуалистов из сферы конституционной защиты. Далее, статья 27(4 пункт) запрещает дискриминацию по признаку «пола». Запрет дискриминации по признаку пола понимается как включающий сексуальную ориентацию. Конституция устраняет все возможности для маневра, запрещая как прямую, так и косвенную дискриминацию.

#### Статья 28
Статья 28 Конституции Кении гласит: "«Каждый человек обладает присущим ему достоинством и правом на уважение и защиту этого достоинства»". Эта статья придает «новый импульс правам ЛГБТ-сообщества».

#### Статья 31
Статья 31 Конституции Кении гласит: «Каждый человек имеет право на частную жизнь». Частная жизнь является одним из основных прав человека, закрепленных в многочисленных международных документах по правам человека.

### Усилия по декриминализации
В 2013 году в Найроби открылась церковь Cosmopolitan Affirming Church (CAC) (в переводе с англ. — «Космополитическая церковь принятия»), ставшая первой открытой ЛГБТ-церковью в стране. Церковь считается редким местом, где ЛГБТ-сообщество Кении может избежать враждебности со стороны общества. В 2016 году Суд по трудоустройству и отношениям в кенийском городе Ньери обязал Англиканскую церковь Кении восстановить в должности трех священников, которые были отстранены в 2015 году после того, как появились обвинения в том, что они геи. Позднее священники подали в суд на епископа Западной епархии горы Кения Джозефа Кагунду, и позже было решено, что они урегулируют иск путем досудебного соглашения. В декабре 2018 года было объявлено, что Англиканская церковь Кении выплатила каждому из трех священников индивидуальную компенсацию в размере 6,8 миллиона шиллингов.
22 и 23 февраля 2018 года Высокий суд Кении заслушал судебный иск, поданный Кенийской национальной комиссией по правам геев и лесбиянок (NGLHRC), в котором утверждается, что разделы кенийского Уголовного кодекса нарушают Конституцию и лишают кенийских граждан основных прав. Дело «Эрик Гитари против Генерального прокурора и других» (Петиция № 150 от 2016 года), поданное в 2016 году, направлено на отмену разделов 162 (пункт a) и (пункт c) и 165 Уголовного кодекса (глава 63), которые криминализируют однополые отношения по обоюдному согласию между взрослыми людьми. Эрик Гитари, исполнительный директор NGLHRC и основной заявитель, утверждает, что разделы Уголовного кодекса используются для оправдания насилия в отношении ЛГБТ в Кении.
Конституционный отдел Высокого суда Кении 25 октября заслушает заявления обеих сторон о релевантности решения Верховного суда Индии о легализации гей-секса путем отмены статьи 377 для Кении, учитывая, что обе страны имеют общий закон — восходящий к временам британского колониального правления — который криминализирует «сексуальные действия против порядка природы». Ожидалось, что Высокий суд объявит свое решение 22 февраля 2019 года. Однако в назначенный день было объявлено, что решение будет отложено до 24 мая 2019 года. 24 мая 2019 года Высокий суд Кении отклонил постановление о признании разделов 162 и 165 неконституционными. ЛГБТ-активисты пообещали подать апелляцию в Апелляционный суд.
В отдельном деле Апелляционный суд в Момбасе, Кения, 22 марта 2018 года постановил, что проведение принудительного анального обследования людей, обвиняемых в однополых отношениях, является неконституционным. Постановление отменило решение Высокого суда от 2016 года, который поддержал использование кенийскими властями принудительного анального обследования в попытке предоставить доказательства гомосексуального поведения. Национальная комиссия по правам человека геев и лесбиянок (NGLHRC), неправительственная организация, базирующаяся в Найроби, подала конституционный иск после того, как в феврале 2015 года полиция арестовала двух мужчин в округе Квале по обвинению в гомосексуальности и подвергла их принудительному анальному обследованию, тестам на ВИЧ и гепатит B в больнице Мадарака в Момбасе. После этого решения Empowering Marginalized Communities (EMAC) (в переводе с англ. — «Организация за расширение возможностей маргинализированных сообществ»), неправительственная организация, базирующаяся в округе Мачакос, возбудила дело в отношении двух представителей ЛГБТ-сообщества, которых якобы застали за сексом в районе Какуюни округа Кангундо. Эти двое мужчин были принуждены к анальному обследованию в больнице 4-го уровня Кангундо. Это было оспорено в мировом суде Кангундо, и поэтому анальное обследование было остановлено.

## Признание однополых союзов
Статья 45 (пункт 2) Конституции Кении разрешает браки между представителями противоположного пола, но ничего не говорит об однополых браках. «Каждый взрослый человек имеет право вступить в брак с лицом противоположного пола на основе свободного согласия сторон».
В октябре 2009 года двое кенийцев, Чарльз Нгенги и Даниэль Чеге, стали гражданскими партнерами на церемонии в Лондоне, Великобритания. Церемония получила широкое внимание в Кении, в основном критическое. Родственники Чеге подверглись жестокой травле со стороны жителей его родной деревни Гатиру в округе Муранга.

### Ложный слух о предстоящем однополом браке в Мтвапе
В феврале 2010 года в прибрежном городе Мтвапа распространился слух, что двое кенийцев собираются пожениться в местном отеле. Этот слух вызвал «охоту на ведьм от дома к дому со стороны антигейских дружинников, уличные нападения на геев, разграбление медицинского центра по борьбе со СПИДом и нарастающую волну ультра-гомофобного освещения в национальных СМИ». Местная радиостанция, Kaya FM, подхватила эту историю и начала серию передач о геях, которые «включали телефонные ток-шоу, наполненные гомофобными рассуждениями и подстрекательством к насилию». Baraka FM, Rahma FM и в конечном итоге национальные радиостанции, включая Kiss и Classic FM, также передали эту историю. За пять дней до даты несуществующей свадьбы «многие муфтии и имамы обсуждали предстоящую свадьбу во время пятничной молитвы и просили общину быть бдительными в отношении гомосексуалистов. Они сказали своим прихожанам выйти на демонстрацию и вытеснить гомосексуалистов из центра Мтвапы, чтобы не допустить проведения гей-свадьбы».
За день до несуществующей свадьбы пресс-конференцию с осуждением свадьбы провели шейх Али Хуссейн, региональный координатор Совета имамов и проповедников Кении, вместе с епископом Лоуренсом Чаи, региональным представителем Национального совета церквей Кении. Они предупредили, что «Бог собирается наказать самый быстрорастущий город в регионе Побережья. Ночью и днем мы не допустим, чтобы завтра в этом городе был заключен брак. Мы будем твердо стоять на своем, чтобы вытеснить геев, которые съезжаются в этот город каждые выходные со всех уголков страны».
Они также предупредили владельца одного из зданий в городе, который якобы сдавал комнаты только гомосексуалистам, выселить их в течение семи дней или встретить свой гнев. Они осудили клинику в Мтвапе, управляемую Кенийским институтом медицинских исследований, в которой действует программа по борьбе со СПИДом, направленная на консультирование и лечение мужчин, имеющих половые контакты с мужчинами. «Мы просим правительство немедленно закрыть ее, иначе мы обрушимся на ее чиновников». Бывший член парламента Кении Омар Масумбуко обратился к толпе, собравшейся у полицейского участка. Он сказал, что «гомосексуализм должен быть остановлен, и для этого должны быть использованы все средства». Он сказал толпе, что «они не должны даже беспокоиться о том, чтобы приводить гомосексуалистов, которых они находят, в полицейский участок, а должны сами решать этот вопрос».

### Традиционный женский однополый брак
Женские однополые браки практикуются среди кикуйю, нанди, камба, кипсиги и в меньшей степени среди соседних народов. Приблизительно 5-10 % женщин этих народов состоят в таких браках. Однако это не рассматривается как гомосексуализм, а является способом для семей, не имеющих сыновей, сохранить наследство внутри семьи. Такие пары считаются супружескими, хотя для их обозначения используются термины «свекровь» и «невестка». Женщина-«муж» («свекровь») продолжает фамилию и имущество семьи, а женщина-«жена» («невестка») рожает детей, намереваясь иметь сына. Женщина-«муж» может быть вдовой, но может иметь и живого мужчину-мужа, но он не будет отцом детей женщины-«жены», а личность биологического отца, хотя часто родственная, держится в тайне. Такие браки могут быть полигамными; в 2010 году было проведено интервью с женщиной, у которой было пять жен.

## Усыновление и планирование семьи
Согласно Закону о детях 2001 года, гомосексуалисты и неженатые пары не имеют права усыновлять детей. Даже если это право не применяется специально, «суд может отказать в вынесении постановления об усыновлении в отношении любого лица или лиц, если он по какой-либо причине убежден, что это не будет соответствовать наилучшим интересам благополучия ребенка».

## Гендерная идентичность и самовыражение
В отношении трансгендеров правительственная Кенийская национальная комиссия по правам человека сообщила в апреле 2012 года:
Транссексуалы в Кении страдают от стигмы и дискриминации и не могут получить доступ к терапии по изменению пола. Свидетельница, давшая показания в ходе расследования, сообщила, что она прошла все процедуры по смене пола, но Национальный госпиталь Кеньятты отказал ей в операции и не объяснил причин отказа. Ее попытки подать апелляцию в Кенийский совет практикующих врачей и дантистов не увенчались успехом. Не имея возможности пройти курс терапии, трансгендеры страдают от проблем с идентичностью, поскольку биологически они являются либо мужчинами, либо женщинами, но представляют себя в одном из полов по манере одеваться, выражению лица или через другие социально определенные роли. При аресте полиция часто сталкивается с трудностями при выборе камеры (мужской или женской) для содержания трансгендеров. Находясь в местах развлечений, они боятся пользоваться туалетами, предназначенными для представителей обоих полов, опасаясь быть пойманными другими людьми и обвиненными или ошибочно обвиненными в использовании туалетов для сексуальных преступлений. Свидетель показал, что иногда они встречают партнеров противоположного пола, которые требуют вступить с ними в сексуальные отношения. Когда они обнаруживают, что они не женщины или мужчины (в зависимости от пола сексуального партнера), они кричат и привлекают общественность в гостиничный номер, вызывая общественную неприязнь, стигму и смущение трансгендера.
Трансгендеры сталкиваются со стигмой, дискриминацией и насилием в Кении. В частности, распространена дискриминация, а также сексуальное насилие. Это касается признания третьего пола правительством, доступа к правосудию, трудоустройству и другим сферам общественной жизни.
Transgender Education and Advocacy (TEA) - это «правозащитная организация, работающая над прекращением нарушений прав человека в отношении трансгендерных/транссексуальных людей». Основанная в декабре 2008 года, TEA стремится изменить общественный менталитет по отношению к трансгендерным/транссексуальным людям посредством кампаний по повышению осведомленности, адвокации правовых и политических реформ и расширения возможностей трансгендерных/транссексуальных людей.

## Права интерсексуалов
Интерсексуалы сталкиваются в Кении со стигмой, дискриминацией и насилием, включая калечащие операции и медицинские вмешательства без согласия, а также с трудностями в получении документов.

## Международное давление на Кению с целью легализации однополых сексуальных отношений

### Доклады и рекомендации по Международному пакту о гражданских и политических правах
Кения стала участником Международного пакта о гражданских и политических правах 1 мая 1972 года. В соответствии со статьей 40 Пакта, 24 марта 2005 года Комитет по правам человека ООН рассмотрел и вынес рекомендации в отношении второго периодического доклада Кении, представленного с опозданием на 18 лет. Комитет по правам человека ООН призвал Кению отменить статью 162 Уголовного кодекса, которая криминализирует гомосексуализм.
19 августа 2010 года в своем третьем периодическом докладе Кения дала официальный ответ на эту рекомендацию:
Кения не может декриминализировать однополые союзы на данном этапе, поскольку такие действия считаются табу и преступлениями против порядка природы, которые противоречат культурным ценностям и морали. Действительно, общественность представила Комитету экспертов [по пересмотру конституции] подавляющее большинство выступлений против включения однополых прав в новую конституцию. Однако следует еще раз подчеркнуть, что правительство не дискриминирует никого при предоставлении услуг. По закону никто ни при каких обстоятельствах не обязан заявлять о своей сексуальной ориентации.
Кения дополнительно рассмотрела эти вопросы в мае 2012 года:
В настоящее время Кения не предпринимает никаких мер по декриминализации однополых союзов. Общественное мнение категорически против легализации однополых союзов. Согласно статье 45 (пункт 2) Конституции, человек имеет право вступать в брак с лицом противоположного пола на основе свободного согласия обеих сторон. Однако, согласно статье 27 (пункт 4) Конституции, основания, запрещенные для недискриминации, не ограничены, и поэтому это дает возможность людям заявлять о нарушении своих прав на основании их сексуальной ориентации в случае, если они прямо или косвенно подвергаются дискриминации со стороны государства или других лиц. ... До тех пор, пока общественное мнение не изменится, правительство пытается предоставить определенную защиту лесбиянкам, геям, бисексуалам и трансгендерам.

### Универсальные периодические обзоры
Комитет ООН по правам человека в мае 2010 года завершил универсальный периодический обзор ситуации с правами человека в Кении. В ходе обзора Кения заявила:
В отношении однополых отношений наблюдалась серьезная нетерпимость из-за культурных убеждений и подавляющее противодействие декриминализации таких отношений, что было отмечено в процессе пересмотра конституции. Однако правительство не поддерживает дискриминацию с точки зрения доступа к услугам.
Кении были даны следующие рекомендации (в скобках указана страна-инициатор рекомендации):
- предпринять конкретные шаги для обеспечения защиты и равного обращения с лесбиянками, геями, бисексуалами и трансгендерами (Нидерланды);
- декриминализировать однополые отношения между взрослыми по обоюдному согласию (Чехия);
- отменить все законодательные положения, криминализирующие сексуальные отношения между взрослыми по обоюдному согласию (США);
- декриминализировать гомосексуальность путем отмены законодательных положений, в настоящее время карающих сексуальные отношения между лицами одного пола по обоюдному согласию, и присоединиться к Декларации Генеральной Ассамблеи от декабря 2008 года о сексуальной ориентации и правах человека (Франция).

В ответ на это Кения 6 мая 2010 года заявила, что «однополые союзы являются культурно неприемлемыми в Кении». Более конкретно, Джеффри Кибара, секретарь по вопросам юстиции и конституции, Министерства юстиции, национального единства и конституционных вопросов, заявил от имени кенийской делегации:
Мы хотим заявить следующее. Во-первых, в стране существует серьезная нетерпимость к гомосексуальным отношениям из-за культурных убеждений. Фактически, такие отношения считаются в Кении табу. Мы видим, что они могут быть приняты только в долгосрочной перспективе, если произойдут изменения в культуре. Но в настоящее время существует серьезная оппозиция декриминализации однополых отношений. Фактически, во время процесса разработки конституции было получено мнение общественности по этому вопросу, и подавляющее большинство высказалось за сохранение нынешней криминализации однополых отношений. Но мы также хотим заявить, что как правительство мы не поддерживаем дискриминацию людей, практикующих однополые отношения. Дискриминация в плане доступа к услугам прямо запрещена, особенно в отношении доступа к учреждениям по профилактике и поддержке ВИЧ/СПИДа. Закон о профилактике и борьбе с ВИЧ/СПИДом от 2006 года прямо запрещает любую дискриминацию однополых отношений или людей на основании их сексуальной ориентации.

### Давление со стороны Государственного департамента США
В докладе Государственного департамента США о правах человека за 2011 год говорится, что «дискриминация в обществе по признаку сексуальной ориентации была широко распространена [в 2011 году] и привела к потере возможностей трудоустройства и образования. Насилие в отношении ЛГБТ-сообщества также имело место, особенно в сельской местности и среди беженцев. Группы [неправительственных организаций] сообщили, что полиция вмешивалась, чтобы остановить нападения, но в целом не проявляла сочувствия к ЛГБТ или их проблемам».
26 июня 2012 года посольство США в Найроби провело, как считается, первое в истории Кении мероприятие ЛГБТ-прайда. Сотрудник по связям с общественностью посольства заявил: «Правительство США со своей стороны ясно дало понять, что продвижение прав человека для ЛГБТ занимает центральное место в нашей политике в области прав человека во всем мире и в реализации наших внешнеполитических целей». Подобные мероприятия прошли и в других посольствах США по всему миру.

## Общественное мнение и условия жизни
Согласно данным проекта Pew Global Attitudes Project за 2020 год, 14 % кенийцев заявили, что гомосексуализм должен быть принят обществом, по сравнению с 1 % в 2001 году. Однако большинство (83 %) кенийцев ответили, что гомосексуализм не должен приниматься обществом.
В 2011 году неправительственная Кенийская комиссия по правам человека опубликовала первый исследовательский документ о правовом и социальном статусе ЛГБТ в Кении. Среди тех, кто открылся или был открыт членам своей семьи, 89 процентов сообщили, что от них отреклись. Сообщалось, что сотрудники были уволены или подверглись враждебности, насмешкам, унижению и дискриминации, когда об их сексуальной ориентации или гендерной идентичности стало известно на рабочем месте.
Традиционные религиозные и культурные ценности играют существенную роль в этих показателях. Лидеры трех доминирующих в Кении религий — католической, англиканской и исламской — осуждают гомосексуальность и трансгендерную идентичность как признаки упадка, болезни и безнравственности.
В июне 2011 года директор исламского колледжа Кисауни шейх Маджид Обейд обвинил в инфляции и засухе людей, занимающихся однополыми отношениями. Организационный секретарь Совета имамов и проповедников Кении шейх Мохаммед Халифа сказал: «Мы просим кенийцев избегать предприятий, принадлежащих таким людям, и в дальнейшем демонстрировать им открытую дискриминацию, чтобы остановить это зверское действие. Они грубо нарушают права других людей и не должны быть приняты в обществе».
Толпа из 100 человек во главе с религиозными лидерами и старейшинами деревни 23 февраля 2012 года ворвалась на собрание гомосексуалистов в молодежный центр по расширению прав и возможностей молодежи. Начальник полиции Ликони Абагарро Гуйо и районный офицер Мозес Оума приказали закрыть собрание. Шейх Амир Зани из мечети Музадхалфа назвал семинар «незаконным, безбожным и неприемлемым». Он пригрозил, что «мобилизует общину на избиение геев, если они снова организуют подобную встречу». Однако районный чиновник Министерства по делам молодежи и спорта Дэвид Огал защитил организаторов семинара и обвинил жителей в неправильном понимании их целей:
Здесь мы имеем дело с очень важным образованием для уязвимых групп, включая ... геев..... Мы предлагаем образование для сверстников и ВИЧ/СПИДа молодежи, потому что она подвергается наибольшему риску заражения. Гей-сообщество, как и другие группы, обратилось к нам и попросило обучить их безопасному сексу. У них есть право на безопасный секс. Делая это, мы не пропагандируем гомосексуализм, а даем знания. Существует много социальной дискриминации и стигмы по этому вопросу, и мы как общество должны бороться с этим.
В апреле 2012 года правительственная Кенийская национальная комиссия по правам человека сообщила, что:
ЛГБ подвергаются дискриминации, стигматизации и насилию из-за своей сексуальной ориентации. В тех случаях, когда им требуется медицинская помощь, они страдают от стигмы, закрепленной медицинскими работниками, которые нарушают их частную жизнь и конфиденциальность, раскрывая их сексуальную ориентацию другим коллегам в медицинских учреждениях. Медицинские работники недружелюбны и с трудом понимают их потребности в сексуальном и репродуктивном здоровье. ... ЛГБТ сталкиваются с физическим преследованием со стороны представителей общественности, которые высмеивают и нападают на них за практику "неестественных" сексуальных отношений. В случаях нападения толпы полиция часто не приходит им на помощь. При аресте полиция подвергает их ненужным обыскам, якобы в поисках улик, которые могут связать их с другими преступлениями. Их характеризуют как потребителей наркотиков, ранее отбывавших наказание в тюрьме или лиц с криминальным прошлым. Они часто подвергаются произвольному аресту, часто задерживаются в полицейских участках, подвергаются пыткам и ненужным преследованиям со стороны полицейских, которые вымогают у них деньги и отпускают только после того, как они дадут взятку. Они также подвергаются сексуальному насилию со стороны арестованных офицеров. ... Когда их личности раскрываются, ЛГБТ не могут искать работу или заниматься другими видами бизнеса - например, держать киоск. Иногда им приходится постоянно переезжать в другие районы, чтобы скрыть свою личность. ... Кроме того, их часто выселяют из арендованных домов соседи и осуждают за их ориентацию, которую называют дурной. В тех случаях, когда их не выселяют..., им не разрешают пользоваться общими коммунальными услугами в жилых комплексах, такими как бассейны. ЛГБТ также не могут получить духовную подпитку от общества, потому что их называют злыми, а учения в местах поклонения трактуют деятельность ЛГБТ как противоестественную и неприемлемую.
В ответ на это Питер Каранджа, генеральный секретарь Национального совета церквей Кении, 11 мая 2012 года заявил:
Мы обеспокоены тем, что дебаты приняли такое направление, как признание гомосексуализма и проституции, которые противоречат африканским верованиям и, более того, нашим христианским принципам. Это вопрос, который заслуживает рефлексивного обсуждения в нашем обществе в знак признания наших ценностей и убеждений. Это мнение разделяют наши мусульманские братья и сестры. Однако мы не считаем, что тех, кто их практикует, нужно сажать в тюрьму, мы считаем, что им нужна помощь, чтобы измениться.
Джулиус Калу, епископ Англиканской церкви Кении в Момбасе, как сообщается, в июле 2012 года заявил, что движение за разрешение однополых браков является большей угрозой для христианской церкви, чем терроризм, несмотря на то, что христиане в Кении пережили несколько террористических атак в 2012 году. Однако 11 августа 2012 года во время встречи с ЛГБТ-христианами Калу отрицал, что сделал это заявление: «Это сказал не я, что геи хуже террористов. Никогда. Однако все содействует ко благу любящим Бога, и я признаюсь вам, что эта статья, какой бы пренебрежительной и печально известной она ни была, помогла мне многое узнать о ЛГБТ. Благодаря ей, со мной связались мои коллеги-епископы из группы слушателей в Великобритании, Канаде и отдельные ЛГБТ-люди в Кении. Поэтому позвольте мне прояснить ситуацию по этому вопросу: я никогда не говорил ничего подобного! Я впервые вижу или даже встречаюсь с ЛГБТ-людьми, особенно из Кении. Мне действительно стыдно, что я был пастырем для ЛГБТ в Англиканской церкви, когда я даже не знаю их!». Во время встречи был поднят вопрос об убийстве в июле 2012 года танзанийского борца за права ЛГБТ Мориса Мджомбы, и Калу, как сообщается, «выглядел заметно обеспокоенным, опечаленным[,] и пораженным горем». Согласно отчету, «он заявил, что человеческим обществам необходимо жить в любви, заботе и гармонии друг с другом, не делая различий». Он осудил убийство Мжомбы как «гнусный и трусливый» акт и выразил пожелание, чтобы когда-нибудь ЛГБТ жили в свободном мире без «насилия и дискриминации».
В 2014 году Кенийский совет по классификации фильмов запретил к распространению и показу в Кении фильм на ЛГБТ-тематику «Истории наших жизней», снятый художественным коллективом из Найроби, на том основании, что он «пропагандирует» гомосексуализм.
В 2015 году Марк Кариюки, глава Евангелического альянса в Кении и епископ, заявил, что тогдашний президент США Барак Обама должен «оставить разговоры о геях в Америке» во время своего государственного визита в Кению. Он также сказал, что не хочет «открывать двери, чтобы [Кения] была разрушена».
«Рафики», кенийский драматический фильм 2018 года режиссера Ванури Кахиу, имел международный успех и стал первым кенийским фильмом, показанным на престижном Каннском кинофестивале во Франции. Однако он был запрещен в Кении «из-за его гомосексуальной тематики и явного намерения пропагандировать лесбиянство в Кении вопреки закону». Кенийский совет по классификации фильмов предупредил, что любой, кто будет уличен в хранении фильма, нарушит закон Кении, где однополый секс карается 14 годами тюрьмы. Запрет вызвал международное возмущение со стороны сторонников прав ЛГБТ.
Режиссер фильма Ванури Кахиу подал в суд на правительство Кении, чтобы разрешить показ фильма и получить право быть представленным в качестве кенийской заявки на соискание премии «Оскар» за лучший фильм на иностранном языке на 91-й церемонии вручения премии «Оскар». 21 сентября 2018 года Высокий суд Кении снял запрет на показ фильма, разрешив его показ в стране в течение семи дней, что соответствует требованиям. После снятия запрета фильм был показан при полном аншлаге в кинотеатре в Найроби. Несмотря на снятие запрета, фильм не был выбран в качестве кенийской заявки в категории «Фильм на иностранном языке», вместо него был отправлен «Супа Модо».

### Мнения правительственных чиновников
В ноябре 2010 года премьер-министр Кении Райла Одинга заявил, что поведение гей-пар является «неестественным» и что «если гомосексуалисты будут найдены, их следует арестовать и доставить в соответствующие органы». Он утверждал, что «нет необходимости в гомосексуальных отношениях», так как последняя перепись населения показала, что женщин больше, чем мужчин. Он сообщил, что «безумие для мужчины влюбляться в другого мужчину, в то время как женщин много» и что «женщинам нет необходимости заниматься лесбиянством, поскольку они могут рожать детей». Несколько дней спустя Р. Одинга опроверг приказ об аресте гей-пар, заявив, что он имел в виду только то, что однополые браки в Кении незаконны.
В ноябре 2010 года комиссар тюрем, Исайя Осуго, объявил о плане по установке в кенийских тюрьмах видеонаблюдения с целью пресечения половых контактов между заключенными-мужчинами.
Председатель Верховного суда Кении Вилли Муньоки Мутунга заявил на церемонии закладки фундамента для FIDA Uganda в Кампале 8 сентября 2011 года:
Другой границей маргинализации является движение за права геев. Права геев — это права человека. Здесь я просто ограничиваю свое заявление контекстом парадигмы прав человека и социальной справедливости и избегаю противоречий, которые существуют в наших конституциях и различных законодательных актах. Насколько я знаю, принципы прав человека, по которым мы работаем, не позволяют нам осуществлять права человека избирательно. Нам нужна ясность по этому вопросу в рамках правозащитного движения в Восточной Африке, если мы хотим противостоять вызовам, которые исходят от мощных политических и религиозных сил в нашей среде. Я считаю аргументы некоторых наших правозащитников, так называемые «моральные аргументы», просто оправданием для оппортунистического и избирательного использования принципов прав человека. Нам необходимо собрать вместе противоположные точки зрения в движении этого вопроса для окончательного и окончательного обсуждения.
Когда бывший президент США Барак Обама посетил Кению в июле 2015 года, президент Кении Ухуру Кениата опроверг позицию Обамы о равных правах для всех, включая сексуальную ориентацию, заявив, что для кенийцев права ЛГБТ не являются проблемой и не соответствуют кенийской культуре.
В апреле 2018 года президент Кении Ухуру Кениата заявил, что права ЛГБТ «неприемлемы» и «не имеют значения для народа Республики Кения». Он также добавил, что вопрос прав ЛГБТ в Кении — это не «вопрос прав человека», а «вопрос [кенийского] общества и культуры».

## Движение за права ЛГБТ в Кении
К организациям по защите прав ЛГБТ в Кении относятся Коалиция геев и лесбиянок Кении, Gay Kenya Trust, Национальная комиссия по правам человека геев и лесбиянок и East Africa Trans Health & Advocacy Network.
В марте 2019 года 3 из 5 судей Апелляционного суда постановили, что правительство не может использовать законы колониальной эпохи, криминализирующие сексуальную активность геев, для блокирования регистрации Национальной комиссии по правам человека геев и лесбиянок в качестве некоммерческой организации, и отклонили апелляцию после того, как правительственный Координационный совет по неправительственным организациям отклонил ее заявку на регистрацию в качестве благотворительной организации на том основании, что она предназначена для геев и лесбиянок. Правительство еще может обжаловать это решение в Верховном суде.

## Сводная таблица
| Однополые сексуальные отношения легальны                                                               | (Наказание: до 14 лет лишения свободы) |
| Равный возраст сексуального согласия                                                                   | Нет                                    |
| Антидискриминационные законы в сфере занятости                                                         | Нет                                    |
| Антидискриминационные законы в сфере предоставления товаров и услуг                                    | Нет                                    |
| Антидискриминационные законы во всех других областях (включая косвенную дискриминацию, язык ненависти) | Нет                                    |
| Однополые браки легальны                                                                               | (Конституционный запрет с 2010 года)   |
| Признание однополых пар                                                                                | Нет                                    |
| Усыновление приемных детей однополыми парами                                                           | Нет                                    |
| Совместное усыновление однополыми парами                                                               | Нет                                    |
| Геям и лесбиянкам разрешено открыто служить в армии                                                    | Нет                                    |
| Право на смену юридического пола                                                                       | Нет                                    |
| Доступ к ЭКО для лесбиянок                                                                             | Нет                                    |
| Коммерческое суррогатное материнство для пар геев-мужчин                                               | Нет                                    |
| МСМ разрешено сдавать кровь                                                                            | Нет                                    |